# Machete
Ne doit pas être confondu avec Machete Kills.
Série
Machete Kills
(2013)
Pour plus de détails, voir Fiche technique et Distribution.
Machete ou Macheté au Québec et au Nouveau-Brunswick est un film américain réalisé par Robert Rodriguez et Ethan Maniquis et sorti en 2010. Il met en scène le personnage de Machete, déjà incarné par Danny Trejo dans la saga Spy Kids et dans une fausse bande-annonce de Grindhouse. Ce film s'inspire dans la lignée « série B / film d'exploitation » de Grindhouse.
À sa sortie, le film reçoit un accueil plutôt positif de la presse. Produit avec un budget assez modeste, le film est un succès commercial. Une suite, Machete Kills, sort en 2013.

## Synopsis
Machete est un ancien membre de la police fédérale du Mexique. Il est surnommé ainsi à cause de son goût prononcé pour les armes blanches, en particulier les machettes. Il devient un tueur engagé pour assassiner John McLaughlin, qui se représente aux élections sénatoriales du Texas. Cependant, ses employeurs lui tendent un piège et le blessent par balles. Mais il revient, bien décidé à se venger de Torrez, caïd de la drogue mexicain, qui est à l'origine de toutes ses mésaventures. Machete, le « dangereux Mexicain », entre en guerre dans une bataille sanglante contre de dangereux rednecks armés jusqu'aux dents, et contre un redoutable trafiquant de drogue.

## Fiche technique
Sauf indication contraire, les informations mentionnées dans cette section peuvent être confirmées par la base de données cinématographiques IMDb,  présente dans la section « Liens externes ».
- Titre original et français : Machete
- Titre québécois : Macheté
- Réalisation : Robert Rodriguez et Ethan Maniquis
- Scénario : Robert Rodriguez et Álvaro Rodríguez
- Musique : Chingón, Tito and Tarantula, Robert Rodriguez...
- Décors : Christopher Stull
- Costumes : Nina Proctor
- Photographie : Jimmy Lindsey
- Montage : Rebecca Rodriguez et Robert Rodriguez
- Production : Elizabeth Avellan, Aaron Kaufman, Robert Rodriguez, Rick Schwartz et Iliana Nikolic
- Sociétés de production : Overnight Films, Troublemaker Studios, Dune Entertainment III et Dune Entertainment
- Sociétés de distribution : 20th Century Fox (États-Unis, Canada), Sony Pictures Releasing France (France)
- Budget : 10,5 millions USD[1]
- Pays de production :  États-Unis
- Langues originales : anglais, espagnol, hongrois
- Format : couleur • 1.85:1 - Dolby Digital • DTS • SDDS
- Durée : 105 minutes
- Dates de sortie [2]:
  - États-Unis : 3 septembre 2010
  - France : 1er décembre 2010
- Classification
- France (CNC) : interdit aux moins de 12 ans[3]

## Distribution
Sauf indication contraire, les informations mentionnées dans cette section peuvent être confirmées par la base de données cinématographiques IMDb,  présente dans la section « Liens externes ».
- Danny Trejo (VF : Enrique Carballido ; VQ : Manuel Tadros) : Machete Cortez
- Michelle Rodríguez (VF : Géraldine Asselin ; VQ : Isabelle Payant) : Luz / Shé
- Jessica Alba (VF : Barbara Delsol ; VQ : Catherine Bonneau) : l'agent Sartana Rivera / Sis Rivera (scènes coupées au montage)
- Robert De Niro (VF : Jacques Frantz ; VQ : Hubert Gagnon) : le sénateur John McLaughlin
- Jeff Fahey (VF : Patrick Raynal ; VQ : Mario Desmarais) : Michael Booth
- Lindsay Lohan (VF : Barbara Kelsch) : April Booth, fille de Michael Booth
- Cheech Marin (VF : Hervé Caradec ; VQ : Jacques Lavallée) : le Père Del Toro
- Steven Seagal (VF : Patrick Bonnel ; VQ : Éric Gaudry) : Rogelio Torrez, caïd de la drogue
- Daryl Sabara : Julio
- Don Johnson (VF : Patrick Poivey ; VQ : Benoît Rousseau) : Von Jackson
- Tom Savini : Osiris Amanpour
- Nimród Antal : un garde du corps de Booth
- Shea Whigham (VF : Éric Herson-Macarel ; VQ : Daniel Roy) : le sniper
- Electra et Elise Avellan : Mona et Lisa
- Ara Celi (VQ : Marika Lhoumeau) : une journaliste
- Tito Larriva : Culebra Cruzado
- Mayra Leal : la jeune femme nue qui piège Machete
- Rose McGowan : Boots McCoy (scènes coupées au montage)
- Tiffany Darwish : Young April (scènes coupées au montage)

 Source et légende : version française (VF) sur RS Doublage,, / VQ

## Production

### Genèse du projet

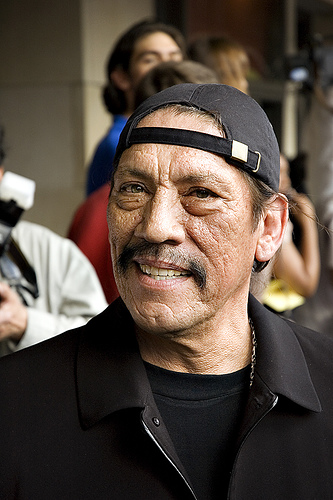
L'acteur principal Danny Trejo en mars 2007, à la première de Grindhouse, qui introduit le grand public à son personnage.

Dans les années 1990, sur le tournage de son film Desperado, Robert Rodriguez a l’idée d’un héros latino appelé Machete :

« Il n’existait pas de films d’action latinos capables de séduire un très large public. Or, regarder les films du réalisateur John Woo me donnait envie d’être asiatique ! Ce sont des films comme À toute épreuve et The Killer de John Woo avec Chow Yun-fat qui m’ont vraiment donné envie de faire des films capables de réussir la même chose avec des Latinos. »

— Robert Rodriguez
Cette envie a grandi lorsque le réalisateur a rencontré l'acteur Danny Trejo, sur le tournage de Desperado. Ils collaboreront à nouveau dans Une nuit en enfer, Spy Kids et Spy Kids 3 : Mission 3D. Dans Spy Kids, il incarne pour la première fois un personnage appelé Machete.
En 2007, Robert Rodriguez et Quentin Tarantino lancent le projet Grindhouse, hommage aux films d'exploitation où ils réalisent respectivement les segments Planète Terreur et Boulevard de la mort. Dans les pays anglophones, de fausses bandes-annonces sont diffusées entre les deux films. Robert Rodriguez réalise ainsi la bande-annonce d'un film fictif intitulé Machete avec Danny Trejo. En France, c'est la seule bande-annonce conservée en salles, et diffusée au début du film.
Alors que Grindhouse déçoit beaucoup au box-office, le public marque un intérêt important pour la bande-annonce de Machete :

« Les gens qui ont vu la bande-annonce venaient me demander si j’allais faire ce film. À l’époque je n’y avais pas encore vraiment réfléchi, mais je répondais : « Oui bien sûr, on va le faire », parce que je ne voulais pas les décevoir. Ils étaient vraiment très excités à l’idée de voir ce film. »

— Robert Rodriguez

« Il y avait des fans partout. Quand je suis allé en Angleterre il y a quelques années, j’ai été arrêté par deux types qui avaient des tatouages du personnage de Machete sur leur dos. Ils m’ont même demandé de leur écrire un autographe au-dessus de leurs tatouages pour le faire tatouer ensuite. »

— Danny Trejo
Face aux demandes incessantes du public, Robert Rodriguez décide de se lancer dans l'aventure.

« Danny a parlé de faire Machete pendant des années. Quand nous avons fait la bande-annonce pour Grindhouse, j’ai pensé que cela nous ferait passer l’envie de faire un long métrage, mais au contraire, cela a fait naître un enthousiasme encore plus grand. Danny m’appelait pour me dire : « Maintenant il faut vraiment que tu fasses ce film parce que tout le monde veut le voir ! » Mon téléphone n’a pas arrêté de sonner pendant deux ans jusqu’à ce que je finisse par dire : « OK, on va donner aux fans et à Danny ce qu’ils veulent. » Je me suis rendu compte que moi aussi, j’avais envie de voir ce film, peut-être même encore plus que tout le monde. Le moment était venu de faire Machete. »

— Robert Rodriguez
Robert Rodriguez écrit alors le scénario avec son cousin Álvaro Rodríguez, qui avait travaillé sur Une nuit en enfer 3 : La Fille du bourreau.
Au départ, Machete devait sortir directement en DVD en 2010 du fait de l'échec en salle du diptyque Grindhouse (11,5 millions de dollars le premier week-end d'exploitation aux États-Unis). Le film sortira finalement au cinéma.

### Attribution des rôles

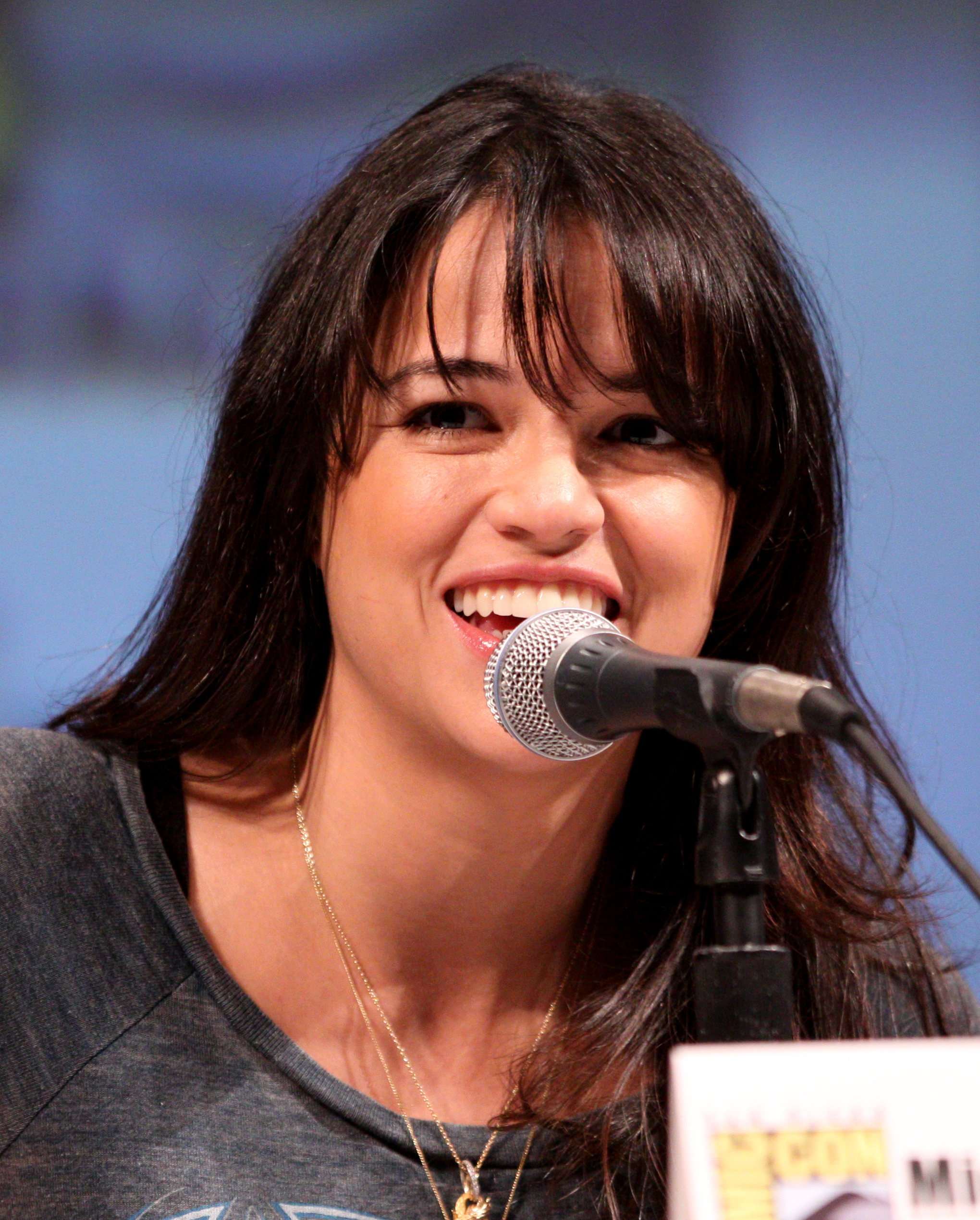
L'actrice principale Michelle Rodriguez, l'année de sortie du film.

Danny Trejo tient le rôle-titre de Machete. Il incarnait déjà dans la saga Spy Kids, un personnage nommé Isidoro « Machete » Cortez. Bien qu'il soit présent dans de nombreux films, c'est la première fois que Danny Trejo tient le premier rôle d'un film.
Robert Rodriguez offre un rôle à Don Johnson. Ils s'étaient déjà côtoyés le temps d'un épisode de la 3e saison de la série télévisée Nash Bridges en 1997. De plus, Cheech Marin, également au casting de Machete, jouait le coéquipier de Don Johnson dans cette série arrêtée en 2001.
Steven Seagal interprète ici son premier rôle de méchant. Par ailleurs, Machete est son seul film depuis 2002 et Mission Alcatraz à être sorti au cinéma. Les autres étant des direct-to-dvd. Il retrouve par ailleurs Danny Trejo pour la troisième fois après Désigné pour mourir et Urban Justice
Le rôle de Julio a été proposé à Jonah Hill. Il est finalement remplacé par Daryl Sabara. Chris Cooper a quant à lui refusé de jouer dans le film après avoir lu le scénario : « C'est la chose la plus absurde que j’aie jamais lue. »
Comme à son habitude, Robert Rodriguez travaille à nouveau avec les mêmes acteurs et actrices : Danny Trejo (Desperado, Une nuit en enfer, la saga Spy Kids, Il était une fois au Mexique... Desperado 2), Jessica Alba (Sin City), Tom Savini (Une nuit en enfer, Planète Terreur), Cheech Marin (Desperado, Une nuit en enfer, la trilogie Spy Kids, Il était une fois au Mexique... Desperado 2) ou encore Daryl Sabara (la saga Spy Kids). Il offre aussi des rôles aux nièces de sa femme de l'époque, Electra et Elise Avellan, qui jouaient des baby-sitters déjantées dans Planète Terreur. Robert Rodriguez dirige également son ami le Dr Felix Sabates, un vrai médecin qui jouait déjà son « propre rôle » dans Planète Terreur. Par ailleurs, l'un des gardes du corps hongrois de Booth est joué par le réalisateur Nimród Antal, réalisateur de Predators produit par Rodriguez et avec Danny Trejo. Robert Rodriguez fait à nouveau appel à Cheech Marin et Jeff Fahey, qui reprennent leurs personnages de la fausse bande-annonce Machete.

### Tournage
Le tournage a lieu de juillet à septembre 2009. Il se déroule à Austin au Texas.
Robert Rodriguez coréalise le film avec Ethan Maniquis, qui avait officié comme monteur sur Planète Terreur et avait collaboré aux effets visuels de Sin City.
Certains acteurs n'ont tourné que très peu de jours. Lindsay Lohan n'en a fait que deux. De plus, le tournage a été très rapide en raison du budget limité :

« Machete ressemble à une grosse production, mais en fait nous l’avons tourné très vite. Je savais que cela allait créer ce tourbillon d’énergie que je voulais dans le film. Nous n’avons jamais levé le pied. »

— Robert Rodriguez

### Musique
1. Machete Main Title Theme - Tito & Tarantula[14]
2. (Hey Baby) Que Paso - Texas Tornados
3. Cascabel - Chingón
4. Machete - Nova Lima
5. El Rey - Alan Martínez and the Mariachi Juvenil Tecalitlán
6. Ave Maria - Ryland Angel
7. Yo Oigo - Girl in a Coma

## Sortie et accueil

### Sortie en salles et box-office
Le film a été présenté en avant-première à la Mostra de Venise 2010 où Quentin Tarantino était président du jury. Machete obtient un succès commercial relativement modeste, rapportant 44 093 316 $ de recettes mondiales, dont 26 593 646 $ rien qu'aux États-Unis, où il a pris la seconde place du box-office avec 11 416 164 $ engrangées le week-end de sa sortie derrière The American, également sorti le même jour. En France, le long-métrage se hisse à la neuvième place du box-office avec 100 994 entrées totalisées en première semaine d'exploitation, pour finir avec 177 915 entrées .

### Accueil critique
Le film a reçu des critiques plutôt positives, avec une moyenne de 72 % d'opinions favorables sur Rotten Tomatoes pour 180 critiques. Sur Metacritic, le film obtient une note plus partagée de 60/100 pour 29 critiques. D'autre part, Jessica Alba reçoit pour sa prestation le Razzie Award de la pire actrice dans un second rôle, également pour les films Mon beau-père et nous, Valentine's Day et The Killer Inside Me.

## Suite(s)
À la fin du film, il est annoncé que Machete reviendra très prochainement dans Machete Kills puis dans Machete Kills Again. Le tournage de Machete Kills est annoncé pour avril 2012 débute finalement en juin 2012, pour une sortie en octobre 2013 aux États-Unis.

## SagaMachete
- 2010 : Machete de Robert Rodriguez et Ethan Maniquis
- 2013 : Machete Kills de Robert Rodriguez
- Projet : Machete Kills Againn... In Space! de Robert Rodriguez

## Jeu vidéo
- Broforce (compatible PC Mac PS4, 2015) : le personnage de Machete Cortez y apparaît en tant que "bro" jouable sous le pseudonyme de Brochete.